# Międzymorze
Międzymorze (phát âm tiếng Ba Lan: [mjɛn.d͡zɘˈmɔ.ʐɛ], nghĩa: quốc gia giữa vùng biển), quen gọi trong tiếng Anh và Tiếng Latinh là Intermarium, là một trong những chính sách nổi bật của Józef Klemens Piłsudski, người lúc đấy đang là chỉ huy và lãnh đạo Đệ nhị Cộng hòa Ba Lan bấy giờ. Mục tiêu và kế hoạch của Piłsudski chính là thiết lập một liên minh các quốc gia ở Trung và Đông Âu để đối chọi lại với ảnh hưởng của Nga và Đức bấy giờ, cũng như tránh lệ thuộc vào những cường quốc khác. Ông cũng có ý định mời các quốc gia thuộc khu vực này như Các nước Baltic (Estonia, Latvia, Litva), Hungary, România, Bulgaria, Tiệp Khắc, Belarus, Ukraina, Nam Tư, Phần Lan và Thụy Điển để gia nhập nhà nước liên bang này.
Trong tiếng Ba Lan, (từ między = "giữa"; + morze = "biển") được hiểu là giữa các vùng biển.
Ý định của ông là tái lập lại nhà nước Liên bang Ba Lan và Lietuva vốn đã tồn tại từ năm 1569 tới 1795, khi Vương quốc Ba Lan và Đại công quốc Lietuva hợp nhất thành một quốc gia xuyên biển Baltic tới biển Đen. Nó chính là đại diện của cách nhìn Piłsudski về tư tưởng Promotheus nhằm làm yếu đi Đế quốc Nga và những nhà nước làng giềng như Đức.
Thế nhưng, ý tưởng này lại bị coi như là một mối đe dọa bởi những người Ukraina vốn đã thèm khát một quốc gia độc lập và những người Litva vốn đã rất vất vả để lập lại nhà nước độc lập của mình sau Chiến tranh thế giới thứ nhất. Các cường quốc thế giới và thậm chí là Nga đều phản đối ý định này, và chỉ có Pháp ủng hộ nó.
Do chính sách này, ngay sau khi giành độc lập, Ba Lan đã đem quân đánh chiếm nhiều vùng đất thuộc nước Nga (ngày nay thuộc chủ quyền của Ucraina và Belarus) vào năm 1921, rồi ký Hiệp ước liên minh cùng Đức Quốc xã vào năm 1934 để cùng xâm chiếm Tiệp Khắc, và rồi chính Ba Lan lại bị Đức Quốc xã và Liên Xô tấn công trong Chiến tranh thế giới thứ hai, ngoại trừ Thụy Điển là tránh khỏi được cuộc Thế chiến.

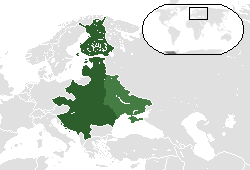
Một trong những ý tưởng về việc lập nhà nước Intermarium của Piłsudski. Vùng xanh lục nhạt là vùng thuộc lãnh thổ Ucraina và Belarus năm 1921.

## Ý tưởng

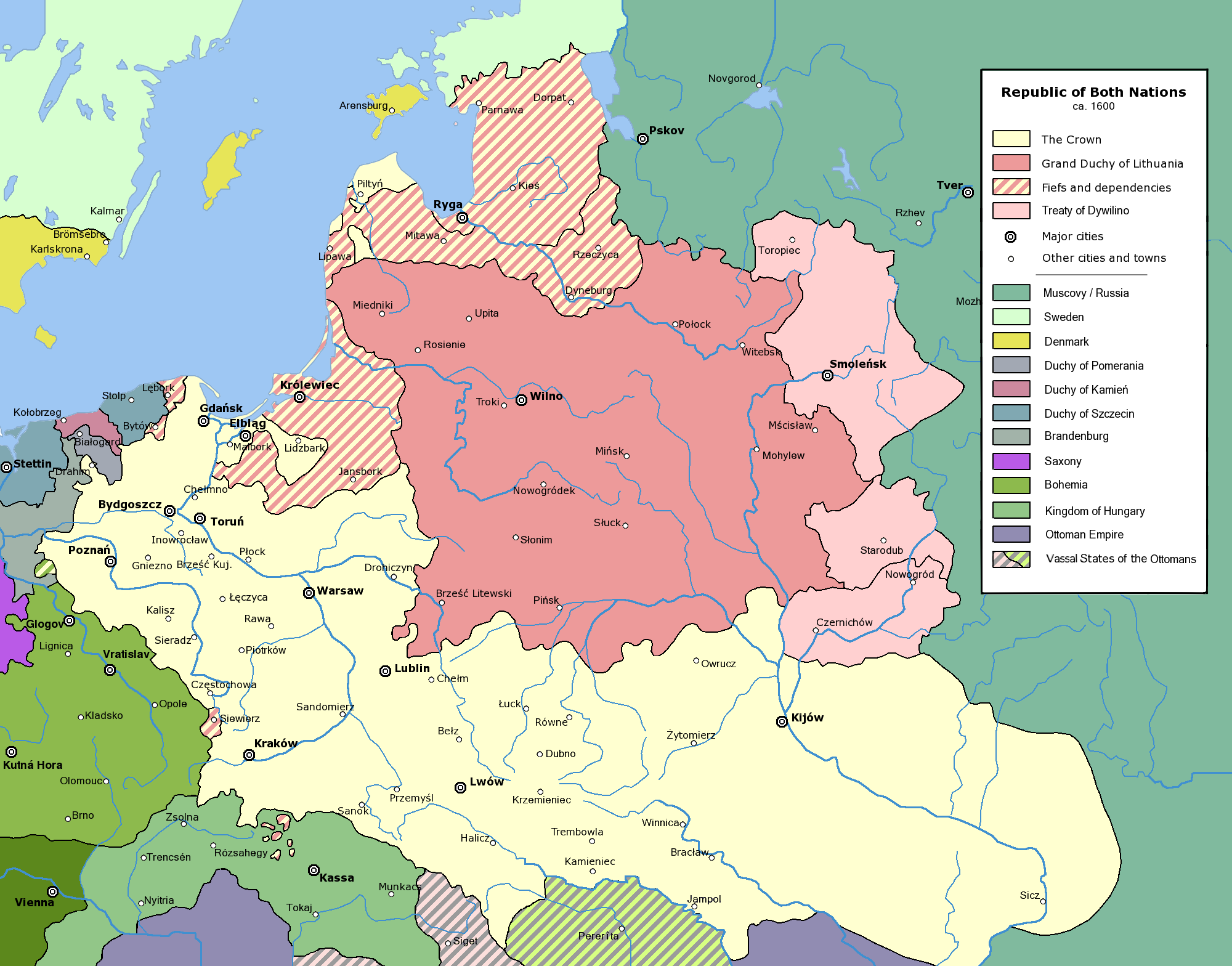
Liên bang Ba Lan và Lietuva thời hoàng kim

Ba Lan và Litva đã sớm thiết lập liên minh khi Đại công tước Jogaila của nhà Gediminids đã kết hôn với nữ hoàng Ba Lan Jadwiga năm 1385 để trở thành vua Władysław II Jagiełło xứ Ba Lan. Nhà nước này đạt đến cực thịnh vào năm 1569 khi trở thành một nhà nước hợp nhất và đã từng làm mưa gió ở châu Âu cho tới khi bị xóa sổ bởi các lần Phân chia Ba Lan cuối thế kỷ 18.

Biểu tượng quốc gia được lên kế hoạch xây dựng năm 1863 bởi Adam Czartoryski trong kế hoạch phục hưng nhà nước Thịnh vượng chung.

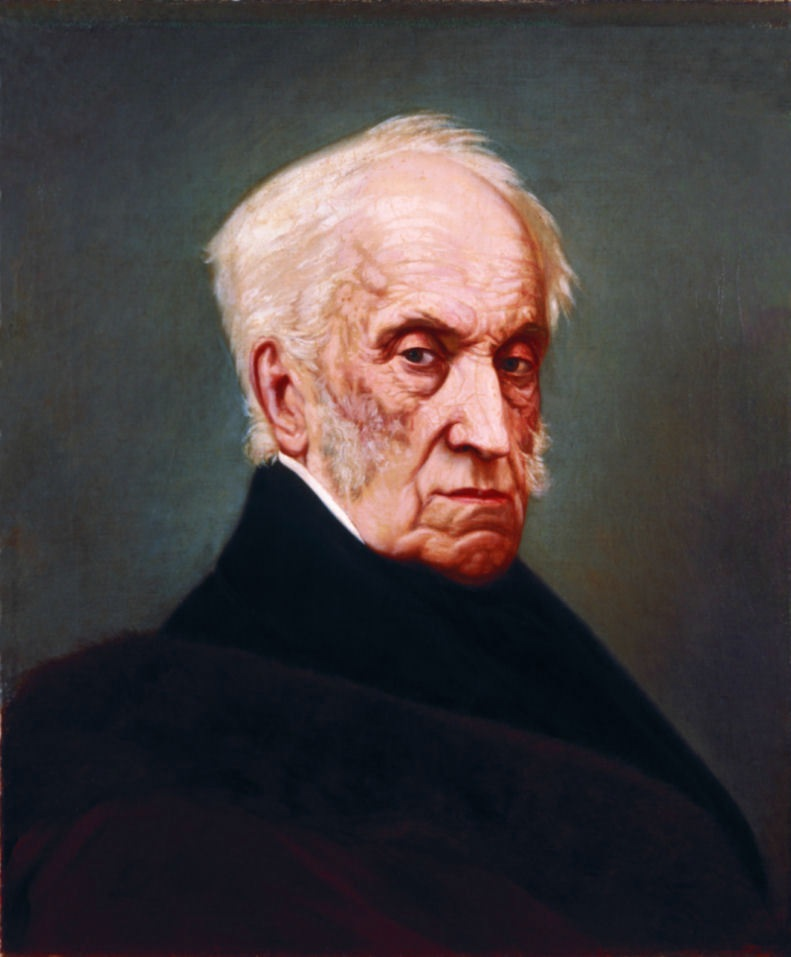
Adam Jerzy Czartoryski

Adam Jerzy Czartoryski, một chính khách lão luyện của Ba Lan đã có kế hoạch tái lập lại nhà nước thịnh vượng chung này giữa hai cuộc nổi dậy lịch sử của Ba Lan (khởi nghĩa tháng Giêng và khởi nghĩa tháng 11) vốn đang lưu vong ở Khách sạn Lambert, Paris.
Hồi trẻ, Czartoryski đã tham gia vào chiến tranh chống Nga trong cuộc chiến 1792 và đã có thể tiếp tục điều đó ở cuộc khởi nghĩa Kościuszko nếu như không bị bắt ở Brussels năm 1794. Ấn tượng về tinh thần của Adam, Sa hoàng Ekaterina II của Nga đã đề nghị Adam và em trai gia nhập quân đội Nga hoàng. Adam có công rất lớn trong việc đánh bại người Pháp trong cuộc Chiến tranh Pháp-Nga cũng như thiết lập liên minh chống Napoléon về sau. Thế nhưng trước các cuộc đàn áp khốc liệt của Nga với người Ba Lan sau này, ông đã theo tiếng gọi dân tộc tìm cách tái vũ trang chống người Nga đô hộ, dẫn tới việc phải lưu vong ở Pháp.
Ông vốn là bạn cũ của Aleksandr I của Nga, người qua đời 5 năm trước cuộc nổi dậy của người Ba Lan chống Nga đô hộ, vì vậy ông khá hiểu người Nga. Tại Paris, ông được coi như là vị "lãnh đạo" của một nước Ba Lan không tồn tại bấy giờ. Trong cuốn Essai sur la diplomatie, ông đã nhận thức được mối đe dọa từ Nga, khi nhận thấy Đế quốc Nga đã bành trướng mạnh mẽ như thế nào, cảm thấy tiếc nếu như Nga đã đối xử Ba Lan "là bạn hơn nô lệ", nhưng cũng cùng lúc đó lên tiếng cảnh báo về nguy cơ nổi lên mối đe dọa của Phổ trong tương lai nếu như Ba Lan tái lập và Ba Lan cần sáp nhập Đông Phổ bằng mọi giá. Những điều ông tiên liệu về sau đã hoàn toàn chính xác.
Ông sẵn sàng chấp thuận mọi sự giúp đỡ từ các nước Pháp, Anh và Thổ Nhĩ Kỳ, để tái lập Thịnh vượng chung với sự góp mặc của mọi dân tộc từ người Hungary, Romania cho tới các dân tộc nam Slavs, đồng thời vượt qua mọi rào cản quá khứ để cùng tiến bước. Kế hoạch tưởng như thực hiện được vào năm 1848-9, song do thiếu sự ủng hộ trong bối cảnh dân tộc chủ nghĩa trỗi dậy ở châu Âu, nó đã bị quên lãng. Dẫu vậy, nó sau này trở thành liều thuốc chính trị được nhiều chính khách Ba Lan sử dụng sau này, theo chủ nghĩa Promotheus.